# Cầu Carrbridge Packhorse
Cầu Carrbridge Packhorse hay còn được biết đến với cái tên cầu Quan Tài, nằm tại làng Carrbridge thuộc vùng cao nguyên Scotland. Cầu được xây dựng năm 1717 với mục đích để chuyển linh cữu qua sông Dulnain đến nhà thờ Duthil. Trên cầu có hàng rào bảo vệ nhưng bị cuốn trôi vào thế kỷ 19. Năm 1971, cầu được xếp hạng là tài sản di tích kiến trúc loại B và hiện nay trở thành điểm tham quan nổi tiếng.

## Lịch sử

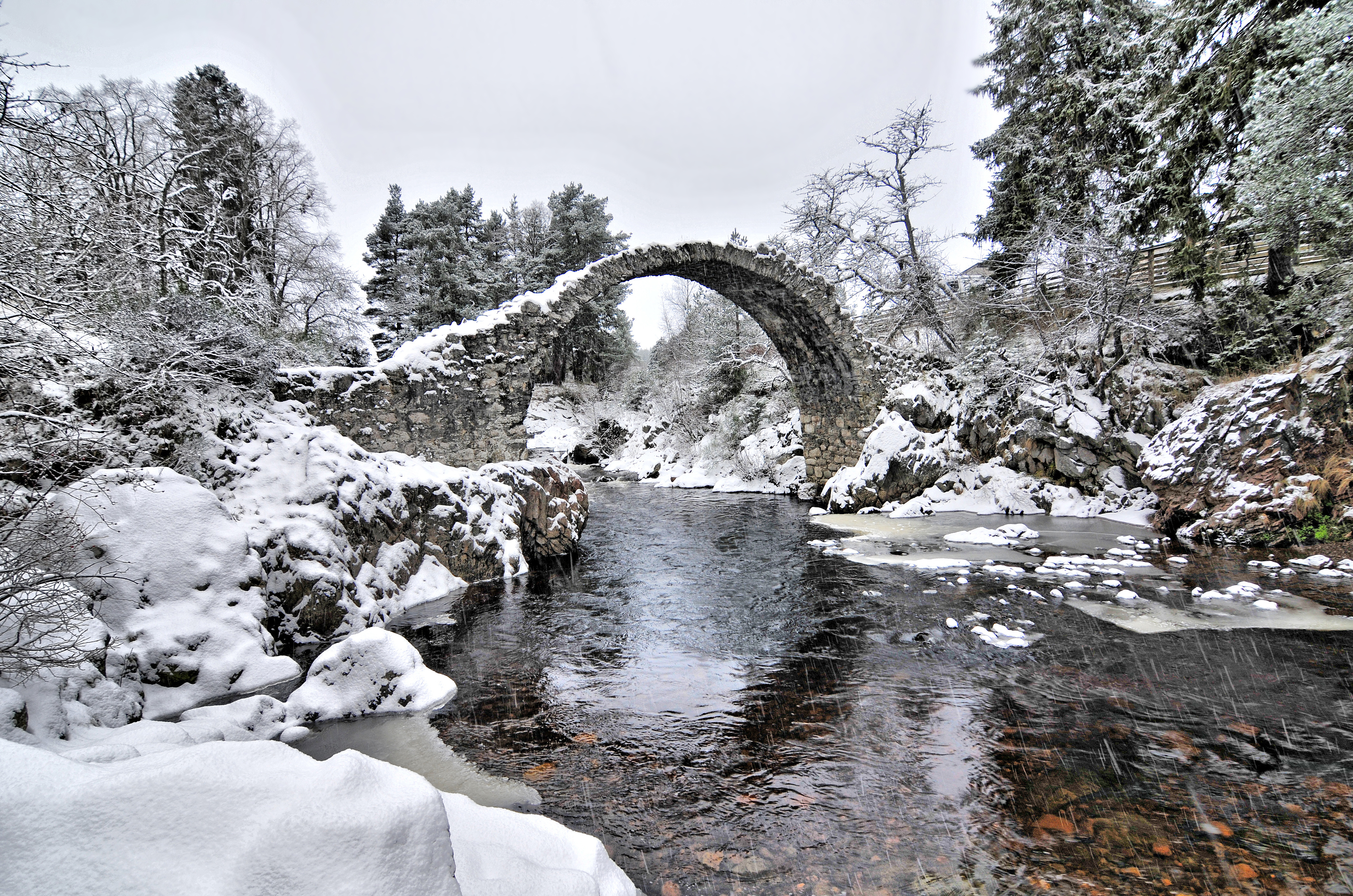
Cầu vào mùa đông

Vào năm 1717, Đại tá Alexander Grant đã giao cho thợ xây John Niccelsone xây dựng cây cầu tại Lynne thuộc xứ Dalrachney với kinh phí 100 bảng Anh và được chi trả từ quỹ tiền của nhà thờ Duthil. Tuy nhiên, trong đợt lũ lụt vào năm 1829, các lan can của cầu đã bị cuốn trôi. Ngoài việc được sử dụng như một con đường dành cho thương nhân và người dân qua sông, đây cũng là cây cầu đá cổ nhất ở vùng cao nguyên của Scotland. 
Cây cầu này đã được xếp vào danh sách di tích lịch sử vào ngày 29 tháng 12 năm 1958 và sau đó được đưa vào danh sách các công trình kiến trúc được xếp hạng B vào ngày 5 tháng 10 năm 1971. Tuy nhiên, vào ngày 5 tháng 4 năm 2016, cây cầu đã bị loại bỏ khỏi danh sách di tích lịch sử.

## Mô tả
Cây cầu ở làng Carrbridge là một điểm du lịch phổ biến và nó nằm trong khu vực núi Cairngorms của Scotland. Nó cũng được miêu tả là cây cầu quan tài.   Hiện tại, chỉ có một cung cây cầu mảnh mai qua sông Dulnain. Chiều rộng của cây cầu giữa hai lan can bị mất là 2,14 m. 
Theo phân loại danh mục B, nó được miêu tả là "Cây cầu đá cỡ lớn, chỉ có một nhịp chính được xây bằng đá thô; cung cây cầu được xây bằng đá thô và giãn ra từ bệ đá tự nhiên, không có mặt đường hoặc lan can còn tồn tại." 

## Hình ảnh

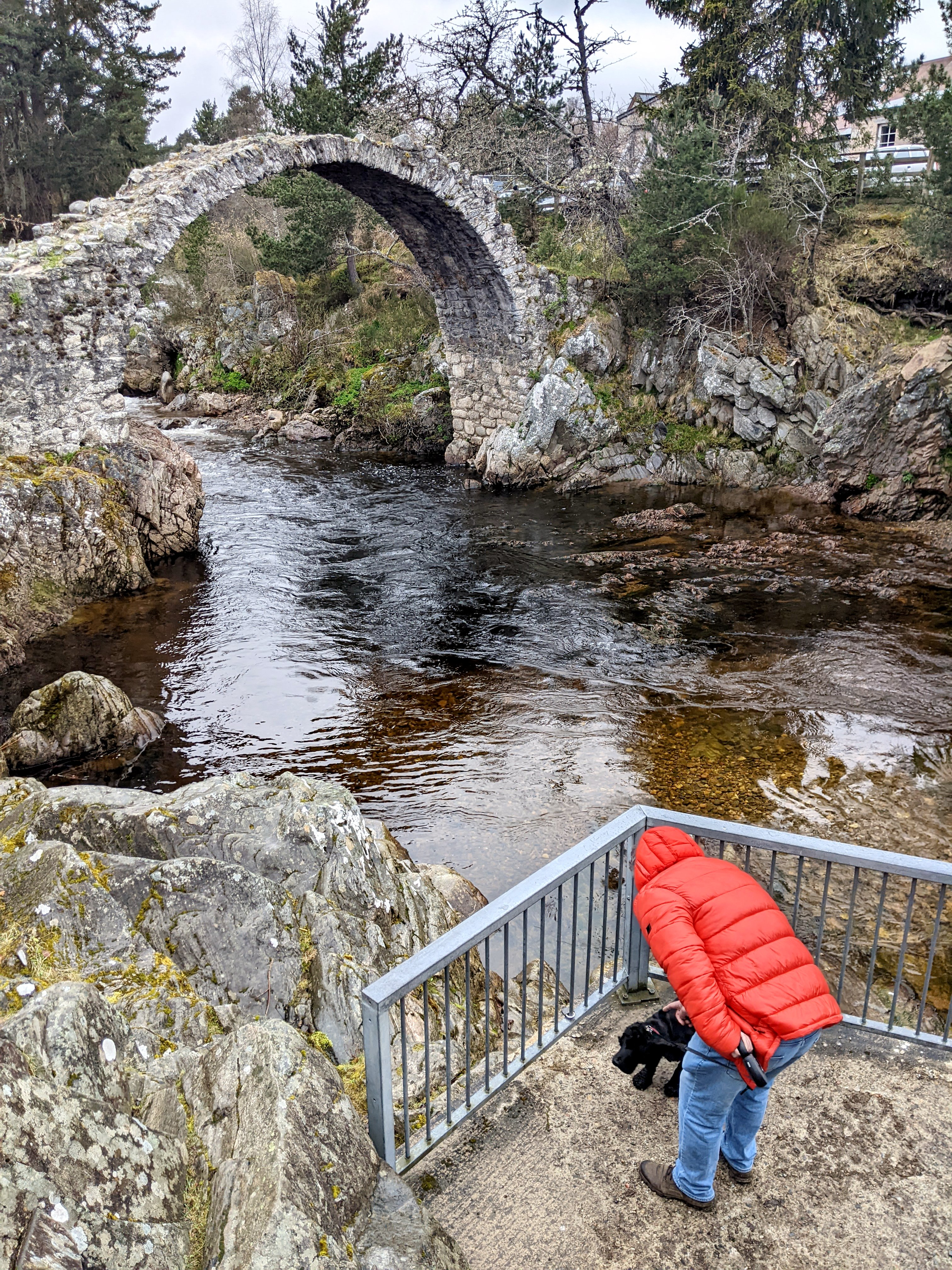
Viewing area
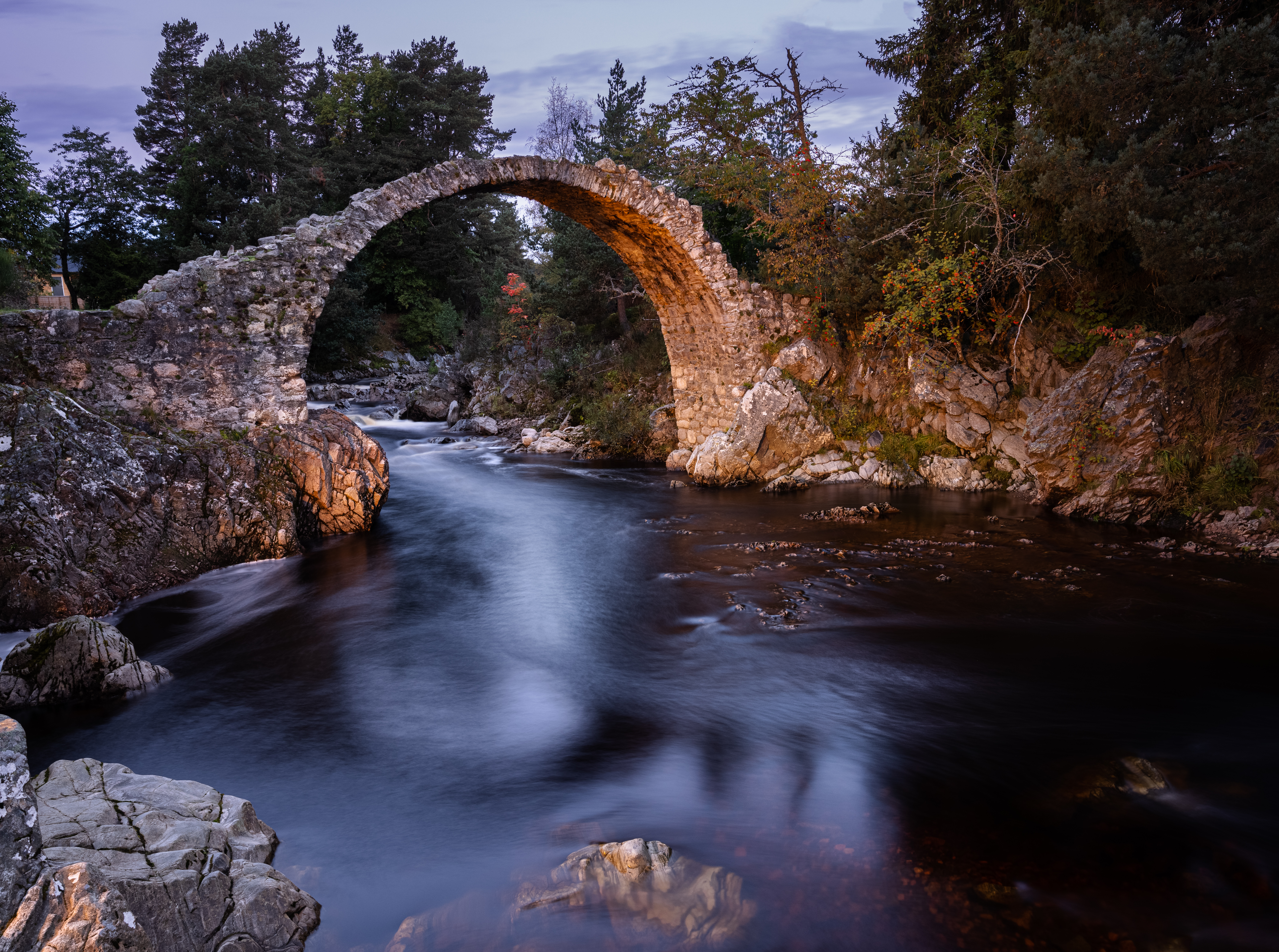
The bridge at dusk
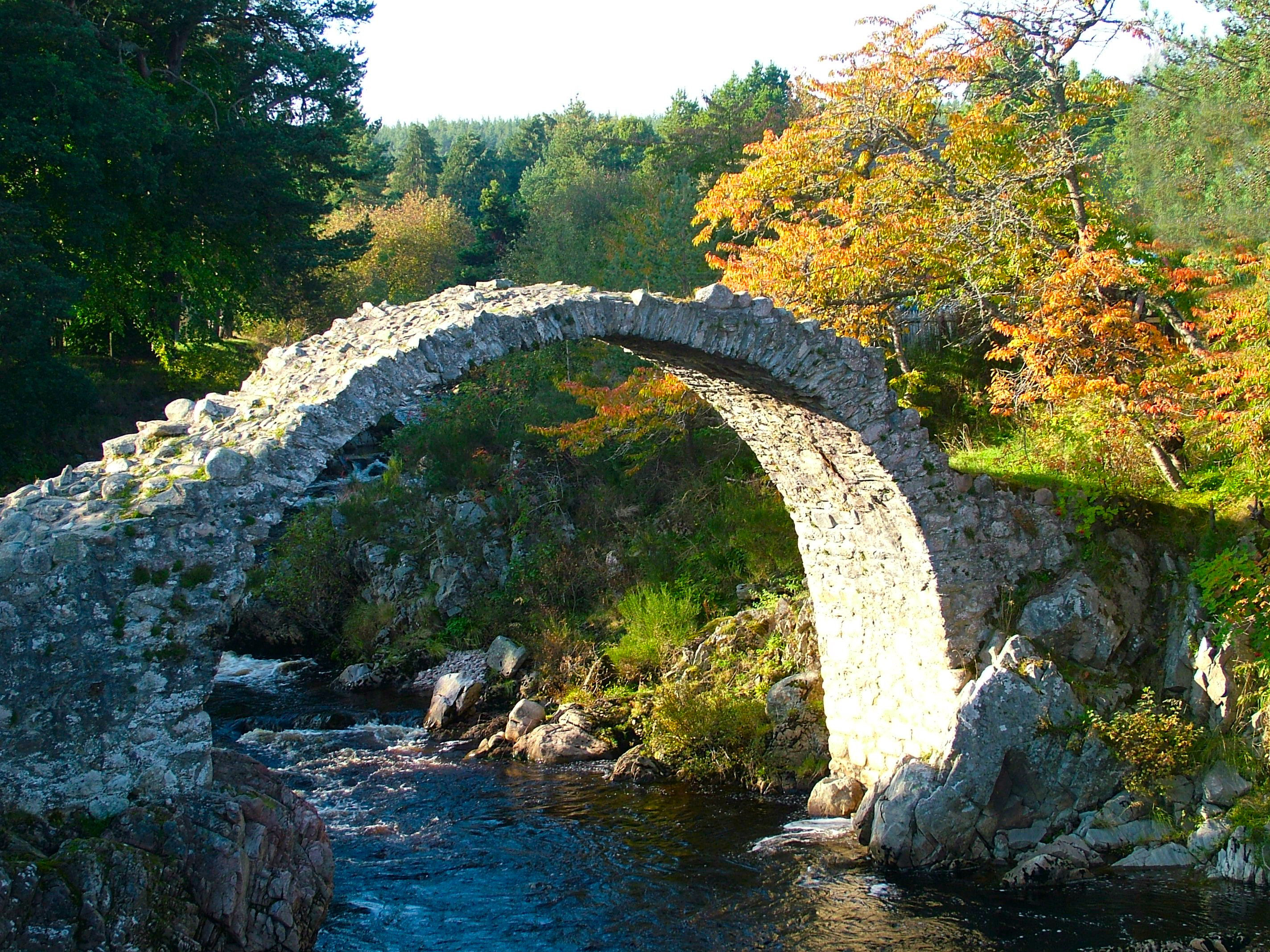
The bridge in autumn
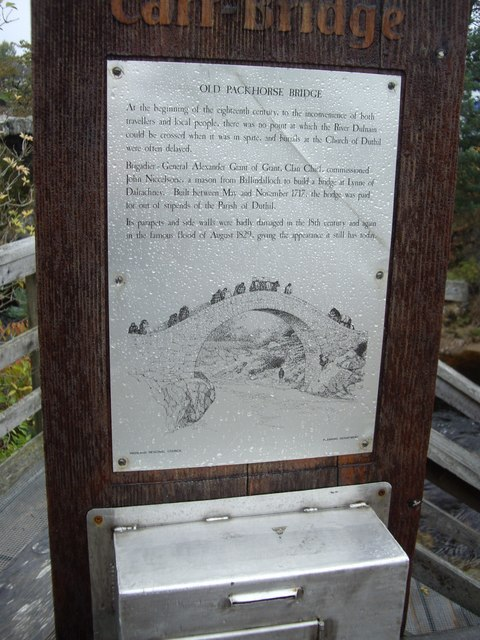
Old Packhorse Bridge plaque